# Albert Secrétant
Albert Marcel Secrétant, född 3 januari 1906 i Saint-Claude, Jura, död 5 april 1991 i Bourg-en-Bresse, Ain, var en fransk vinteridrottare. Han deltog i olympiska spelen 1932 i Lake Placid. I Lake Placid kom han på 24:e plats på 18 kilometer längdskidåkning.